# Великое герцогство Франкфурт
Великое герцогство Франкфурт (нем. Großherzogtum Frankfurt; фр. Grand-duché de Francfort) — немецкое вассальное государство, созданное Наполеоном 16 февраля 1810 года, с назначением великим герцогом Карла Теодора Дальберга. Герцогство состояло из бывших имперских городов Франкфурта и Вецлара, Ашаффенбурга, Фульдской области и Ганау. Великий герцог отдал Регенсбург Баварии; его наследником был заранее назначен Евгений Богарне. Военный контингент, который он должен был выставлять, был определён в 2800 человек.
Новое великое герцогство в своей организации было точной копией Вестфальского королевства и носило вполне французский характер, что сказалось особенно в организации управления. Обучение детей было устроено по единому шаблону; все частные политические газеты прекратили своё существование (с 1 января 1811 года); осталась только одна официальная газета, редактор которой назначался министром полиции. Церковные порядки были установлены приказом министра. В 1811 году введено в действие французское гражданское законодательство, в 1812 году — уголовное.
Особенно заботливо отнесся великий герцог к финансам страны. С необыкновенной строгостью проводилась континентальная система Наполеона I, к великому ущербу для страны; франкфуртские купцы разорялись, чтобы наполнить французскую казну. Чем уступчивее держал себя великий герцог перед Наполеоном I, тем самовластнее поступал последний, тем суровее подавлял народные вспышки, которые происходили большей частью от военного и финансового бремени и от притеснений проходивших войск. Чрезвычайные военные расходы, наложенные на великое герцогство 1 сентября 1813 года, простирались до 3 000 000 гульденов; это было громадной суммой для маленького государства; пришлось прибегнуть к чрезвычайным мерам, чтоб собрать её.
Поставленный между населением, роптавшим на поборы и разорение, и Наполеоном, великий герцог не вынес такого тяжелого положения, покинул Франкфурт (30 сентября 1813 года) и удалился в Констанц, передав управление трем министрам, а 28 октября отрекся от престола в пользу Евгения Богарне.
Войска союзников заняли великое герцогство, не заботясь о Богарне; принц Филипп Гессен-Гомбургский, назначенный (3 ноября 1813 года) генерал-губернатором великого герцогства и Изенбургской области, издал указ, которым Франкфурт объявлялся опять вольным городом, а великое герцогство упразднялось.

### Основание
Великое герцогство Франкфурт было тесно связано с архиепископом и курфюрстом Майнца Карлом Теодором фон Дальбергом. После секуляризации архиепископства для компенсации Наполеон Бонапарт создал княжество Регенсбург, княжество Ашаффенбург и графство Ветцлар, в 1806 г. по акту о создании Рейнского союза Дальберг также получил бывший имперский город Франкфурт.
19 февраля 1810 года Наполеон I подписал государственный договор о создании Великого герцогства. При отказе Дальберга от княжества Регенсбург княжество Ганау и бывшее княжество-епископство Фульда были включены в новое государство.

### Правовое устройство
16 августа 1810 г. была выпущена конституция по французскому образцу, по которой наследником престола был заявлен пасынок Наполеона Эжен де Богарне. собрание сословий планировалось сделать парламентом, но оно имело только совещательную функцию и собралось единожды с 15 по 26 октября 1810 г. в городском дворце Ханау.
Были созданы три министерства:
1. Иностранных дел, религии и войны (Йозеф Карл Теодор фон Эберштейн). Резиденция — Франкфурт.
2. Внутренних дел, правосудия и полиции (Франц Иосиф Альбини). Городской дворец Ханау.
3. Финансы, государственная собственность и торговля (Карл Леопольд фон Бейст, позже — Карл Эрнст фон Бенцель-Штернау). Франкфурт

### Реформы

Герб великого герцогства Франкфурт, состоящий из гербов (по часовой стрелке начиная слева сверху): Франкфурта, Ашаффенбурга, Фульды и Ганау. В центре — герб Дальбергов.

Дальберг признал необходимость реформ, которые также были необходимы для сохранения нового государства. Темой для споров является то, насколько добровольно делались реформы и какова была роль французов. Было введено равенство подданных перед законом, отменены крепостное право и барщина, дворянские привилегии и ограничения евреев, введена свобода вероисповедания. Гражданский кодекс был введен 1 января 1811 года. В январе 1812 г. в Ашаффенбурге был основан Карлов университет, юридический факультет которого был переведен в Вецлар (Вецларская юридическая школа), а медицинский и хирургический факультеты — во Франкфурт (Dr. Senckenbergische Stiftung). В феврале 1812 года Дальберг приказал национализировать всю школьную систему и, поскольку этого ещё не произошло, вывести общеобразовательные школы из-под церковного надзора. Эта реформа уже была проведена в 1806 году в тех частях Великого княжества, которыми ранее правил Дальберг. Lyceum Carolinum во Франкфурте должен был взять на себя общее научное образование студентов и подготовить их к академическим занятиям в государственном университете. Лицеи также должны были быть основаны в других столицах департаментов Ашаффенбурге, Ханау и Фульде.
Указом от 5 октября 1812 г. с начала 1813 г. была создана новая судебная система: в столице каждого департамента, а также в Вецларе был учрежден «ведомственный суд» для гражданских споров. На практике уже существовавшие там суды просто переименовывались. В качестве второй инстанции существовал апелляционный суд во Франкфурте. Государственный совет Великого герцогства также сформировал Ккссационный суд страны. Однако суверенная и патримониальная юрисдикция в основном оставалась в силе. Римско-католическое духовенство также было освобождено от обычного судебного разбирательства, это не касалось протестантов.
Все консистории государств-предшественников, кроме герцогства Ганау, были распущены. Таким образом, консистория в Ганау стала высшей церковной властью для лютеранской и реформатской церквей во Франкфурте, Вецларе и Фульде.
Подобно Вестфальскому королевству и Великому герцогству Берг, все усилия по созданию образцового государства, основанного на принципах Просвещения, были обречены на провал из-за чрезвычайного экономического бремени наполеоновских войн. Это также включало призыв в наполеоновскую армию — великое герцогство должно было предоставить и вооружить контингент в 2,8 тыс. человек. К этому добавлялись жилье и еда для проходящих войск, особенно в долине реки Кинциг. Государство постоянно находилось на грани банкротства, что было связано ещё и с тем, что большинство государственных владений были конфискованы Наполеоном годами ранее и переданы его сестре Полине Бонапарт и генералам. Только в результате государство потеряло 600 тыс. франков годового дохода. Полностью провалилась и внутренняя территориальная реорганизация с попыткой убрать смесь анклавов и эксклавов.

### Ликвидация
Дальберг покинул Великое герцогство 30 сентября 1813 года и отрекся от престола 28 октября в пользу назначенного Наполеоном наследника престола Эжена Богарне.
После поражения Наполеона и Венского конгресса великое герцогство было разделено: Фульда и Ганау перешли к курфюршеству Гессен, Ашаффенбург — к Баварии, Вецлар — к Пруссии. Франкфурт также должен был перейти к Баварии, но его представителям удалось защитить статус вольного города.

## Административное деление

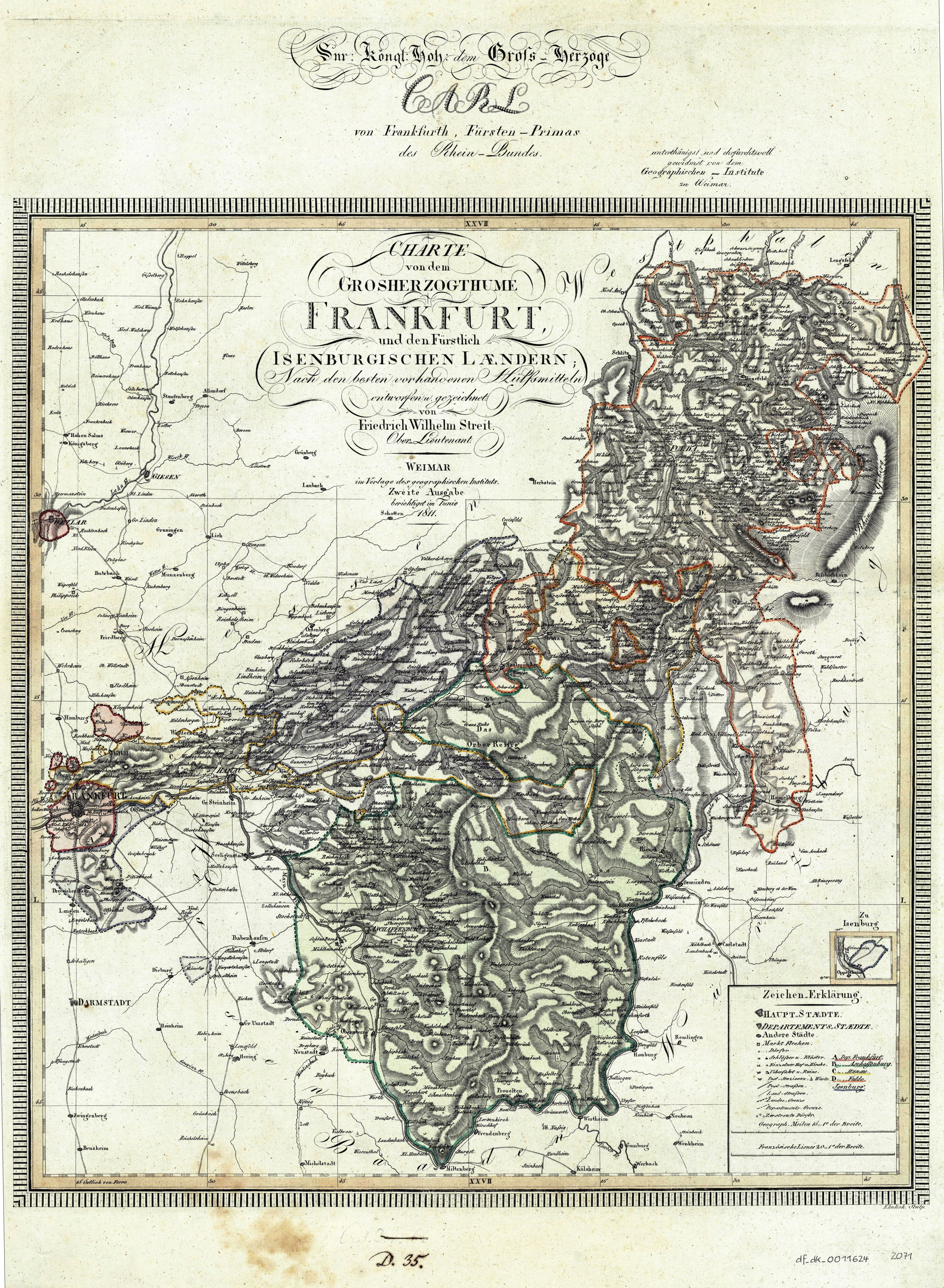
Великое герцогство Франкфурт в 1811 г.

В 1811 г. герцогство было разделено на четыре департамента:
- Франкфурт

1. город Франкфурт (11 общин).
2. загородные районы Франкфута (9 общин)
3. субпрефектура Ветцлар (1 община)

- Ашаффенбург (2 общины)

1. городской округ Ашаффенбург (Distriktsmairie) (2 общины)
2. Ауфенау (2 общины)
3. Кройцвертхайм (9 общин)
4. Эшау (4 общины)
5. Фраммерсбах (4 общины)
6. Кальтенберг (26 общин)
7. Клайнвалльштадт (11 общин)
8. Кромбах (11 общин)
9. Лор (7 общин)
10. Обернбург (11 общин)
11. Ринек (4 общины)
12. Ротенбух (18 общин)
13. Ротенфельс (8 общин)
14. Швайнхайм (18 общин)
15. Трифенштайн (6 общин)
16. Клингенберг (11 общин)
17. Штадтпроцельтен (7 общин)
18. Хоппах (1 община)
19. Фехенбах (2 общины)
20. Орб (5 общин)
21. Бургйосс (10 общин)

- Фульда

1. Фульда (город) (1 община)
2. городской округ Биберштайн (26 общин)
3. Брюкенау (23 общины)
4. Бургхаун (16 общин)
5. Дермбах (16 общин)
6. Эйтерфельд (20 общин)
7. Фульда Ланд (34 общины)
8. Гайза (21 община)
9. Гросенлюдер (20 общин)
10. Хаммельбург (18 общин)
11. Хазельштайн (9 общин)
12. Хюнфельд (17 общин)
13. Йоханнесберг (21 община)
14. Нойхоф (21 община)
15. Зальмюнстер (18 общин)
16. Вайерс (24 общины)

- Ханау

1. город Ханау (1 община)
2. городской округ Альтенгранау (8 общин)
3. Берген (14 общин)
4. Бибер (5 общин)
5. Бухер-Таль (14 общин)
6. Гельнхаузен (11 общин)
7. Шварценфельс (10 общин)
8. Штайнау (13 общин)
9. Виндекен (7 общин)

Примечание: Города Дорндиль, Мосбах и Радхайм в округе Обернбург перешли к великому герцогству Гессен только в 1817 году в результате обмена территорией с Баварией.

## Вооружённые силы
Как член Рейнской Конфедерации, Франкфурт предоставил полк линейной пехоты, который принимал участие в Пиренеских войнах.

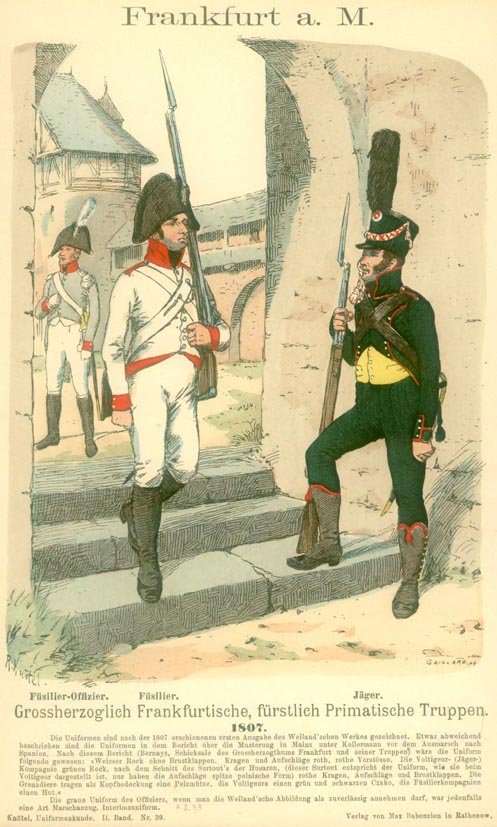
Франкфуртские войска в 1807 г. (слева старая белая форма австрийского стиля, справа более современная французская форма)
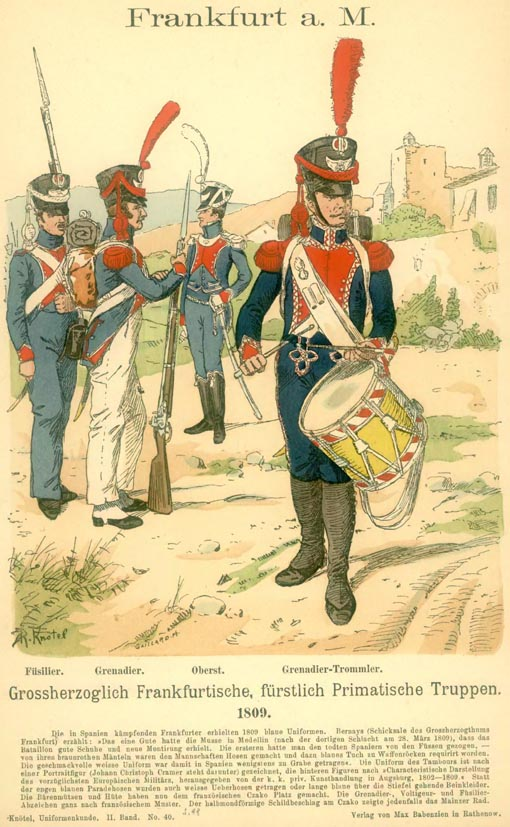
Франкфуртские солдаты в 1809 г.
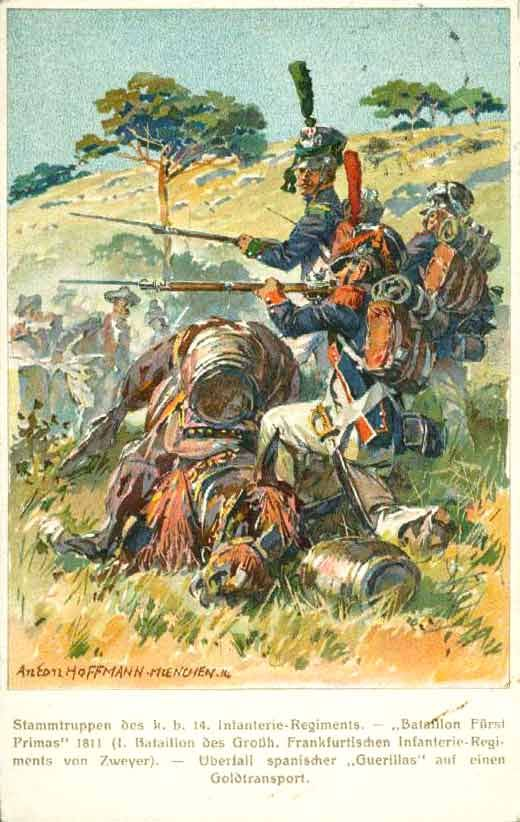
Франкфуртские солдаты в ходе Пиренейских войн.